# الرميح (جبل)
جبل الرميح هو جبل يقع جنوب غرب بلدة الخوبة في محافظة الحرث في منطقة جازان جنوب غرب المملكة العربية السعودية ويبعد عن مدينة جازان نحو70 كيلو متر. يقع الجبل بالقرب من الحدود السعودية واليمنية من الجهة الجنوبية الشرقية، حيث يبلغ إرتفاع الجبل نحو 1943 قدم عن سطح البحر. ويمثل مع جبل الدخان الواقع شماله منطقة جبلية واحدة داخل الأراضي السعودية.